# 国家ナノテクノロジー・イニシアティブ
国家ナノテクノロジー戦略(National Nanotechnology Initiative)とはアメリカ合衆国のナノテクノロジーに関する計画。

## 概要
2000年1月21日にビル・クリントン大統領がカリフォルニア工科大学で、国家ナノテクノロジー・イニシアティブに関する演説においていくつかの具体的目標を発表した中で目標の1つとして「議会図書館の蔵書全てを角砂糖1個分の記憶素子に収容する」と述べ、2000年7月に『国家ナノテクノロジー・イニシアティブ：先導策と実施計画（ National  Nanotechnology  Initiative: The Initiative and Its Implementation Plan ）』という戦略計画が発表され、2003年12月3日にジョージ・W・ブッシュ大統領の署名をもって成立した『21世紀ナノテクノロ ジー研究開発法（ 21st Century Nanotechnology Re search and Development Act ：以 下「ナノテクノロジー法」という）』は、国家ナノテクノロジー・イニシアティブの下で既に進行中であった多くの活動が法制化された。
国家科学技術会議技術委員会のナノスケール科学工学技術小委員会（Subcommittee on Nanoscale Science Engineering and Technology = NSET）の ミヒャエル・ロコ委員長が2004年11月8日にサンフランシスコで行った演説「 Transforming and  Responsible Nanotechnology  Research and Development」では、NNIは実施計画発表後の3年間で、米国50全州において約300の高等教育機関と200の民間機関に約2,500 件の助成を交付して科学・工学系の全大学にナノスケール科学工学関連課程を導入したほか、計算ナノテクノロジー・ネットワーク（ Network for Computational Nanotechnology ）や国家ナノテクノロジー基盤ネットワーク（National Nanotechnology Infrastructure Network ）、オクラホマ・ナノネッ ト（Oklahoma Nano Net）やエネルギー省のナノスケール科学研究センター、および、アメリカ航空宇宙局 の大学研究工学技術研究所（University Research, Engineering and Technology Institute ）という 5つのネットワークを構築しているとされる。
NIIが2000年7月に発表されてから3年間で予想以上に進展したのでブッシュ大統領が「ナノ テクノロジー法」に署名をした時点では、戦略計画見直しの必要性は十分に認識され ており、見直し作業も既に始まっていた。国家科学技術会議（NSTC）は、上記 戦略計画の更新版となる『国家ナノテクノロジー・イニシアティブ 戦略プラン （ National Nanotechnology In itiative Strategic Plan ：以下「戦略プラン」という）』を2004年12月7日に発表した。
この計画によってこれまでは各研究機関が個々に進めていたナノテクノロジー関連の研究、開発が横断的に実施されるようになり、相乗効果がもたらされると共に、重複が減り、効率化が進んだ。政権が交代しても重要性は認識されており、継続された。また、研究、開発の過程で開発された新技術を利用して数々のベンチャー企業が創業された。

## 政策形成プロセスの特徴
- 競争相手の国々に対して、最初に綿密な調査研究を実施して自国の技術や科学研究の水準と比較検討してから政策検討を開始する。
- 国内の研究者を対象としたワークショップで戦略課題等に関し合意形成を図れるようにしてから政策検討に入る。
- 最初の段階でイニシアティブの素案に関する責任を負う省庁横断的な組織を設けて政策検討を行っている。
- 国民の理解を得るということに配慮して諮問委員会を設置して国民の声が届くようにして計画に反映すると共に大統領がわかりやすく計画を発表する[4]。

## 参加する機関
- 農務省
- 国防総省
- エネルギー省
- 国土安全保障省
- 司法省
- 環境保護局
- アメリカ航空宇宙局
- 国立標準技術局
- 商務省
- 国立労働安全保健研究所（保健福祉省）
- 国立衛生研究所
- 保健福祉省
- 全米科学財団